# الربصة (الحديدة)
الربصة هي إحدى حارات مدينة الحديدة، تتبع إداريًا لمديرية الحالي، بلغ تعداد سكانها 3121 نسمة حسب الإحصاء الذي جرى عام 2004.